# Тупижница
Тупижница је планина у источној Србији, позната је под именом Ласовачка планина. Налази се северозападно од књажевачке и југозападно од зајечарске котлине, са леве стране Белог Тимока. Припада источној зони млађих кречњачких планина и има меридијански правац пружања. На западу завршава високим стеновитим одсеком,(Ласовачки камен 1160 m) а на истоку има изглед благо нагнутог платоа.
Највиши истоимени врх достиже висину од 1162 m. Највећи део планине изграђен је од кречњака,, па се на њој срећу многи површински и подземни крашки облици рељефа. Шумски прекривач Тупижнице је доста уништен. На планинске пашњаке изгони се стока. На највишем делу Тупижнице је телевизијски релеј, до којег води асфалтиран аутомобилски пут.
Овде се налази крашка јама Тупижничка леденица.

## Галерија
- Крашке формације на планини.
- Крашке формације на планини.
- Гребен планине.
- Крашке стене планине.
- Крашке формације на планини.
- Пејзаж са планине.
- Сипар на падини планине.
- Пејзаж са Тупижнице.